# 宮田大三
宮田 大三（みやた だいぞう 1980年3月16日 - ）は、日本の俳優、プロデューサー、実業家。茨城県結城市出身。身長171cm。血液型AB型。株式会社レオーネ（芸能プロダクション事業部）（業務提携）所属。

## 略歴
- 18歳から22歳までに貿易会社経営を経てから俳優となった経歴を持つ。
- 2002年、テレビドラマに出演したことをきっかけに、同年のCMで俳優デビュー。
- 2006年以降は俳優業以外にも芸能分野では映画やイベントのプロデューサーも行っている。

## 人物
- 女優の神田沙也加とは親友であり[1]、ドラマと映画で共演もしている。
- 幼少時から競馬が好きで生活の一部であるとブログで発言している。子供の頃の夢はJRAのジョッキーだった。
- 尾崎豊と演歌が好きである。
- クラブやスナックが好きである。
- 子供が好きである。
- 飲食店は年配者が営んでいる店を好んでいる。
- 2004年時のタレント名鑑掲載の長所欄は「老人にやさしい」であった。
- 家族や仲間、とりわけ「親や兄弟を大切に」と作品内容など関係無く舞台挨拶の度に語っている。

## 作品

### DVD
- ホーリーランド VOL.5（2005年）メイキングナレーション

## 出演

### テレビドラマ
- ランチの女王 第3話（2002年、フジテレビ）
- 仮面ライダー555 第28話 (2003年、テレビ朝日)
- クニミツの政（2003年、フジテレビ）
- ヤンキー母校に帰る（2003年、TBS）相川浩実 役
- ビー・バップ・ハイスクール（2004年、TBS）
- 人間の証明 第1話（2004年、フジテレビ）
- 夜回り先生（2004年、TBS）
- 救命病棟24時 第5話（2005年、フジテレビ）
- ホーリーランド 第11話 - 13話（2005年、テレビ東京）タカ 役
- エンジン 第11話（2005年、フジテレビ）チーム近藤昌彦メカニック 役
- 3年B組金八先生 シリーズ7、スペシャル（2005年、TBS）山倉達夫 役
- ライフ 第5話 - 7話（2007年、フジテレビ）
- 武勇戦鬼（2008年、東京MXテレビ）主演・陣内狂介 役

### 映画
- 凶気の桜（2002年）
- ユメノアリカ（2003年）東条 役
- コンクリート（2004年）島田 役
- タッチ（2005年）佐々木 役
- My KOREA（2005年）リョウ 役
- 春の雪（2005年）
- あかね空（2007年）
- Girl's BOX ラバーズ☆ハイ（2008年）
- アメイジング グレイス〜儚き男たちへの詩〜（2011年8月）主演・宮城大成 役
- タナトス〜むしけらの拳〜（2011年9月）ボクサー 役 / 作品の企画も担当

### オリジナルビデオ
- マル暴 組織犯罪対策部捜査四課 3、4巻（2006年、GPミュージアムソフト）マコト 役
- 続・純ブライド（2006年、フォーサイド・ドット・コム）
- 喧嘩の極意 全シリーズ（2008年 - 、GPミュージアムソフト）マツケン・松嶋賢一 役

### 舞台
- きら星の磁力『出会い〜Ready to walk〜』（2010年）吉沢光男 役

### CM
- 日清食品、日清Spa王「ボクシング篇」（2002年）ボクサー 役

### インターネットラジオ
- 大人の思春期（2005年、我流真波）

## 書籍
- ガキ 石垣佑磨フォトエッセイ集（2004年）対談掲載
- 一拳一会 part1 大嶋記胤選手について短編執筆（2008年）

## プロデュース/企画/制作協力作品

### 映画
- タナトス〜むしけらの拳〜（2011年）

### PV
- SilentLily「少女シンドローム」（2012年）

他